# ساقه‌تلخ برگ‌دراز
ساقه‌تلخ برگ‌دراز (نام علمی: Petalostigma triloculare) نام یک گونه از راسته مالپیگی‌سانان است.